# Những Người Chơi Bài

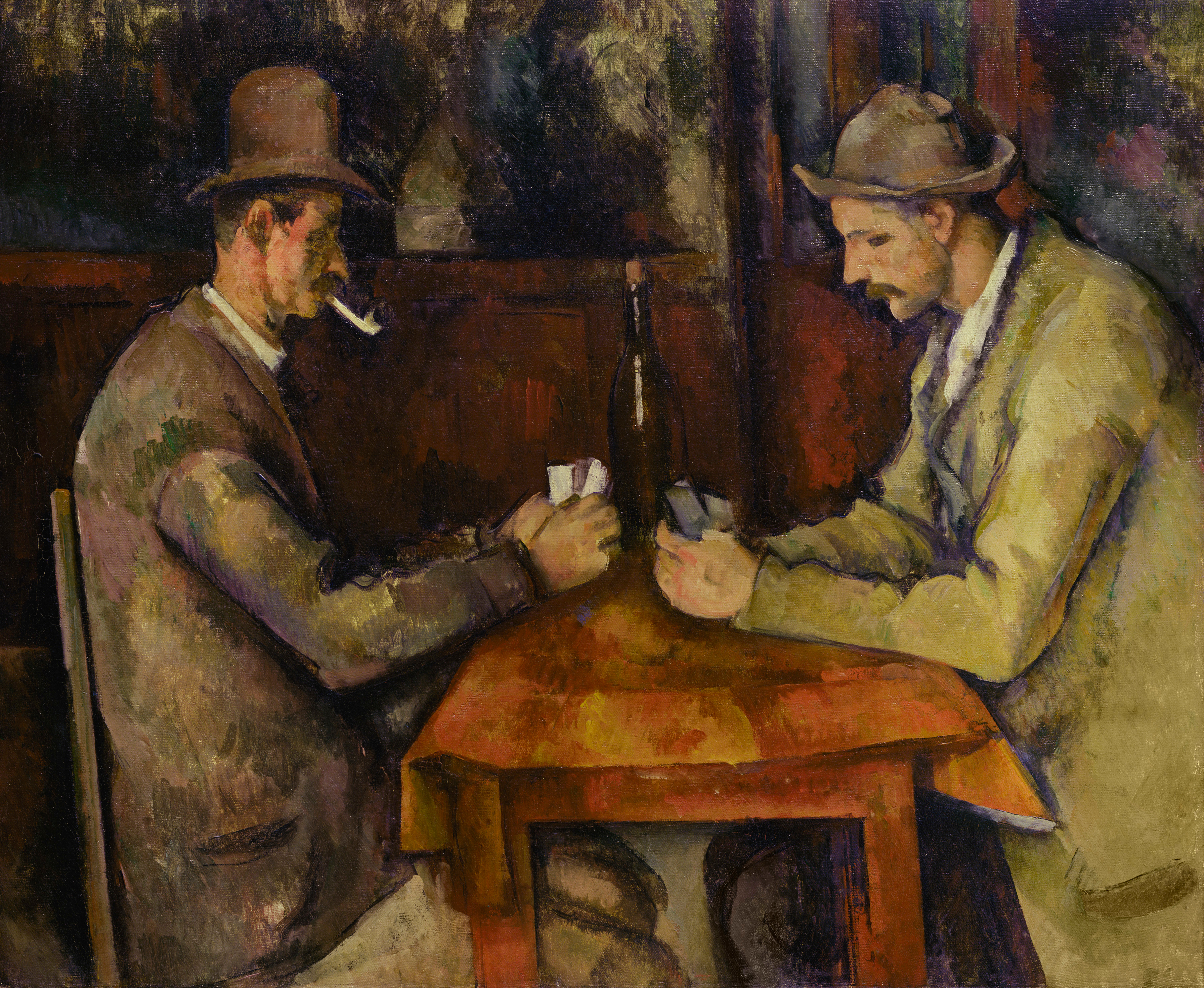
Paul Cézanne:
Những Người Chơi Bài 1894-1895, Musée d'Orsay, Paris

Những Người Chơi Bài là một loạt hoặc nhóm bức tranh dầu được danh họa người Pháp Paul Cézanne sơn vào thời hậu biểu hiện. Tác phẩm này được sáng tác vào những năm cuối đời của danh họa, đó là đầu thập niên 1890. Ông vẽ tổng cộng 5 bức họa trong nhóm. Mỗi phiên bản đều khác biệt lẫn nhau về kích thước và số người chơi bài. Cézanne còn hoàn thành rất nhiều đồ họa và bài nghiên cứu để chuẩn bị cho nhóm tranh Những Người Chơi Bài. Một phiên bản của Những Người Chơi Bài đã được bán vào năm 2011 với trị giá được ước tính khoảng 250 triệu đôla đến 300 triệu đôla, làm nó trở thành bức tranh họa đắt tiền nhất từng được bán từ trước đến nay.